# انجمن روزنامه‌نگاران بلاروس
انجمن روزنامه‌نگاران بلاروس (BAJ) (به بلاروسی: Беларуская асацыяцыя журналістаў، Biełaruskaja Asacyjacyja Žurnalistaǔ) یک انجمن تخصصی در بلاروس از روزنامه‌نگاران رسانه‌های مستقل است که در سال ۱۹۹۵ برای حمایت از آزادی بیان، آزادی اطلاعات، ارتقای استانداردهای حرفه‌ای روزنامه‌نگاری، نظارت بر مطبوعات بلاروس و ارائه حمایت قانونی از همه کارکنان رسانه ایجاد شد.